# アシア・エラヌーニ
アシア・エラヌーニ(フランス語: Assia El Hannouni、1981年5月30日 - )は、フランスのディジョン出身のモロッコ系の女子陸上選手。彼女はほぼ視力を失っており、左目は視力0.1以下で右目は全く見えない 。2004年にはアテネパラリンピックに出場し、100m、200m、400m、800mに出場し金メダルを獲得。また、それぞれで世界記録を打ち立てている 。2008年には北京パラリンピックに出場し開会式でフランス選手団の旗手を務め 、競技でも100m、200mで金メダル、800m、1500mで銀メダルを獲得した。
2007年には障害者のクラスでの800メートルの世界記録を更新し2分6秒76の記録を樹立した。同年にはフランス室内陸上選手権に出場し、800mで健全者と共に競争し5位に終わった。